# Ластовка, Василий Иванович
Василий Иванович Ластовка (1933, Каргасокский район, Западно-Сибирский край — 7 февраля 1991, Прокопьевск, Кемеровская область) — бригадир проходчиков треста «Прокопьевскшахтострой», Герой Социалистического Труда.

## Биография
Родился в селе Красный Яр Каргасокского района Западно-Сибирского края (ныне — урочище на территории Парабельского района Томской области). Трудовую биографию начал в 1950 году в тресте «Прокопьевскшахтострой».
С 1955 года работал на проходке горных выработок, проявил при этом организаторские способности, высокие профессиональные навыки. В 1959 году В. И. Ластовке доверено руководство горнопроходческой бригадой, которая участвовала в реконструкции шахт «Красногорская», «Зиминка», «Прокопьевская», «Ноградская», «Зенковская».
Бригада славилась на весь Кузбасс скоростными методами проходки, высокой производительностью труда, тон задавал требовательный как к себе, так и к своим подчиненным, бригадир. Он не только умело работал, но и активно участвовал в общественной жизни, заочно окончил Новокузнецкий строительный техникум.

## Награды
- орден Ленина (1966)
- медаль «За доблестный труд. В ознаменование 100-летия со дня рождения Владимира Ильича Ленина» (1970)
- орден Октябрьской Революции (1971)
- медаль «Серп и Молот» Героя Социалистического Труда и орден Ленина (1976)
- знак «Шахтёрская слава» трёх степеней[4].